# サン＝ジャン＝カップ＝フェラ
サン＝ジャン＝カップ＝フェラ （Saint-Jean-Cap-Ferrat）は、フランス、プロヴァンス＝アルプ＝コート・ダジュール地域圏、アルプ＝マリティーム県のコミューン。Ferratとは、ラテン語で『原始のまま』『文明化されていない』を意味するFerrus、または『草深い』を意味するferratusに由来する。

## 地理
サン＝ジャン＝カップ＝フェラは、コート・ダジュールのモナコ＝ニース間に位置し、地中海に面する。コミューンはヴィルフランシュ＝シュル＝メールとボーリュー＝シュル＝メールにはさまれており、フェラ岬半島全体がコミューンに含まれている。半島には500軒以上（その多くが豪奢な邸宅）の、花やヤシノキ、アレッポマツ、オリーブの木が植栽された住宅がある。その中でも最も有名なヴィラ、エフリュッシ・ド・ロチルドは1934年に国家所有となった。この半島は新しい建物の建設を監視する場所に分類されている。

## 歴史

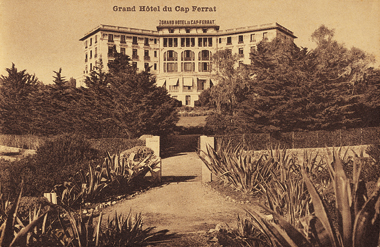
1908年当時のグラン・オテル

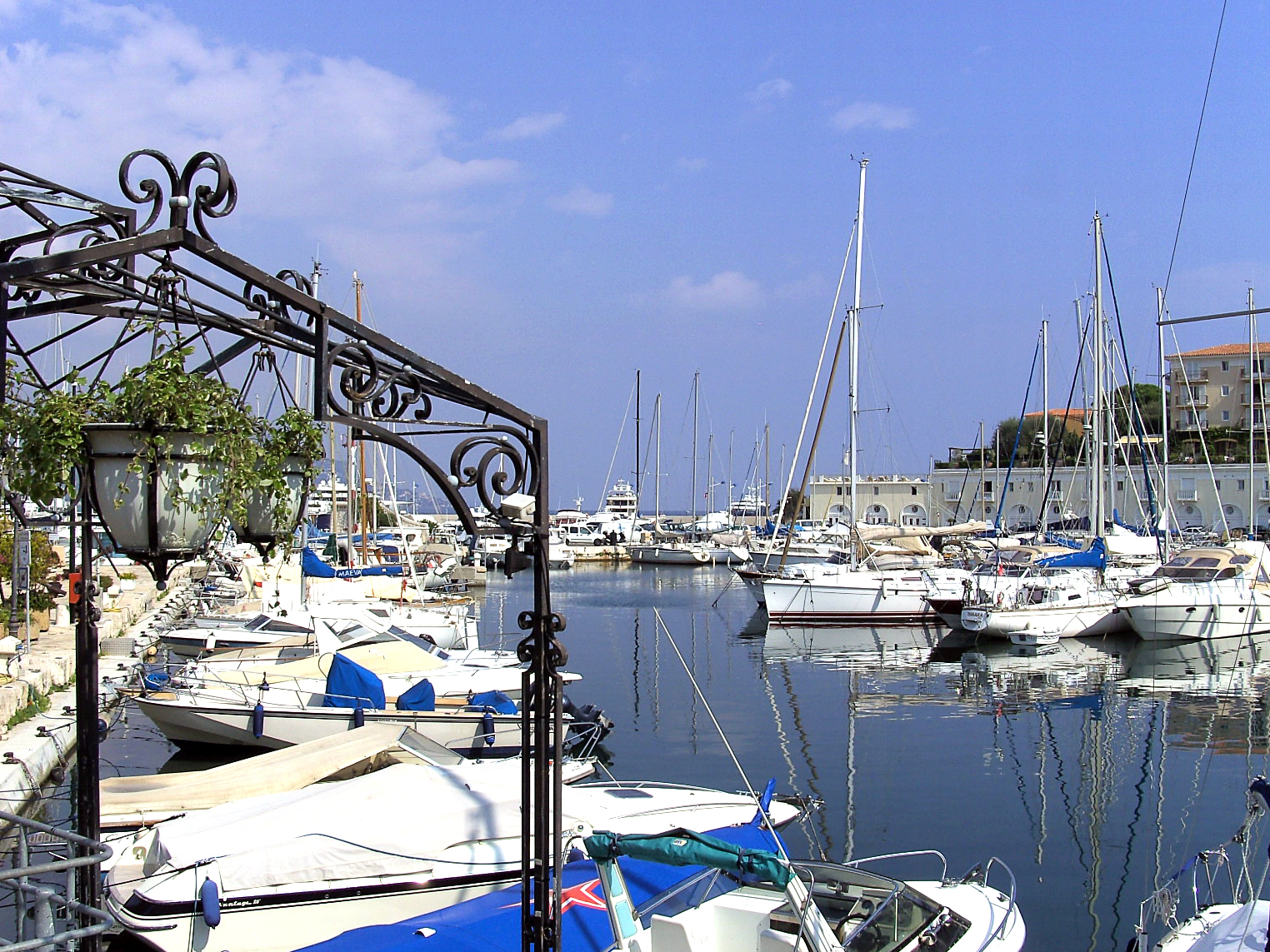
マリーナ

古くはAnaoという名だったサン＝ジャン＝カップ＝フェラは、リグーリア人の土地だった。575年にはロンゴバルド族が支配した。中世初期、サントスピスの塔が孤立して半島東側に建てられた。8世紀にサラセン人に征服された。
ニース伯領が後退した1388年、サン＝ジャン＝カップ＝フェラはサヴォイア家領となった。サン＝ジャン＝カップ＝フェラは戦略上要所とされ、エマヌエーレ・フィリベルト公時代の1562年、サントスピス砦が築かれた。フランスがニースを攻略しようとした1707年、フランス軍の将軍ジェームズ・フィッツジェームズが、サントスピス砦を攻略し破壊した。
サン＝ジャン＝カップ＝フェラは1720年から1820年までの間に幾度かフランスに占領されたが、ニース伯領全体とともにフランスに併合されたのは1860年であった。サン＝ジャン＝カップ＝フェラは1904年まで行政上はヴィルフランシュ＝シュル＝メールの一部であった。
現在のサン＝ジャン＝カップ＝フェラは、コート・ダジュールの主要な高級住宅地のひとつで、当然その多くが富裕層の住宅である。なおイギリスの人気作家だったサマセット・モームは、1926年から大戦による中断をはさみ、1965年に91歳で没するまで居住した。

## 経済
コミューンの主要収入のひとつは観光で、夏の観光シーズンには海水浴場に毎年多くの観光客がやってくる。加えて、不動産価格が国内でも非常に高く、1m2で平均44,000ユーロ、60,000ユーロ以上する所もある。

## みどころ
- ヴィッラ・エフリュッシ・ド・ロチルド - 大富豪モーリス・エフリュッシの妻、ベアトリス・ド・ロチルド（fr、ジャコブ・マイエール・ド・ロチルドの孫娘）が、フェラ岬と本土との間の地峡に建てた豪奢な別荘。
- レ・セドル - かつてはベルギー王レオポルド2世が所有していた地所で、14,000種の植物が集められた植物園。
- サントスピス礼拝堂 - 17世紀。かつての塔の跡地に建てられた。
- フェラ岬の灯台
- ラ・ヴィッラ・サント＝ソスペル - 富豪のフランシーヌ・ウァイスウァイラーが所有し、彼女が後援していたジャン・コクトーが建物外装や内装の装飾を行った。

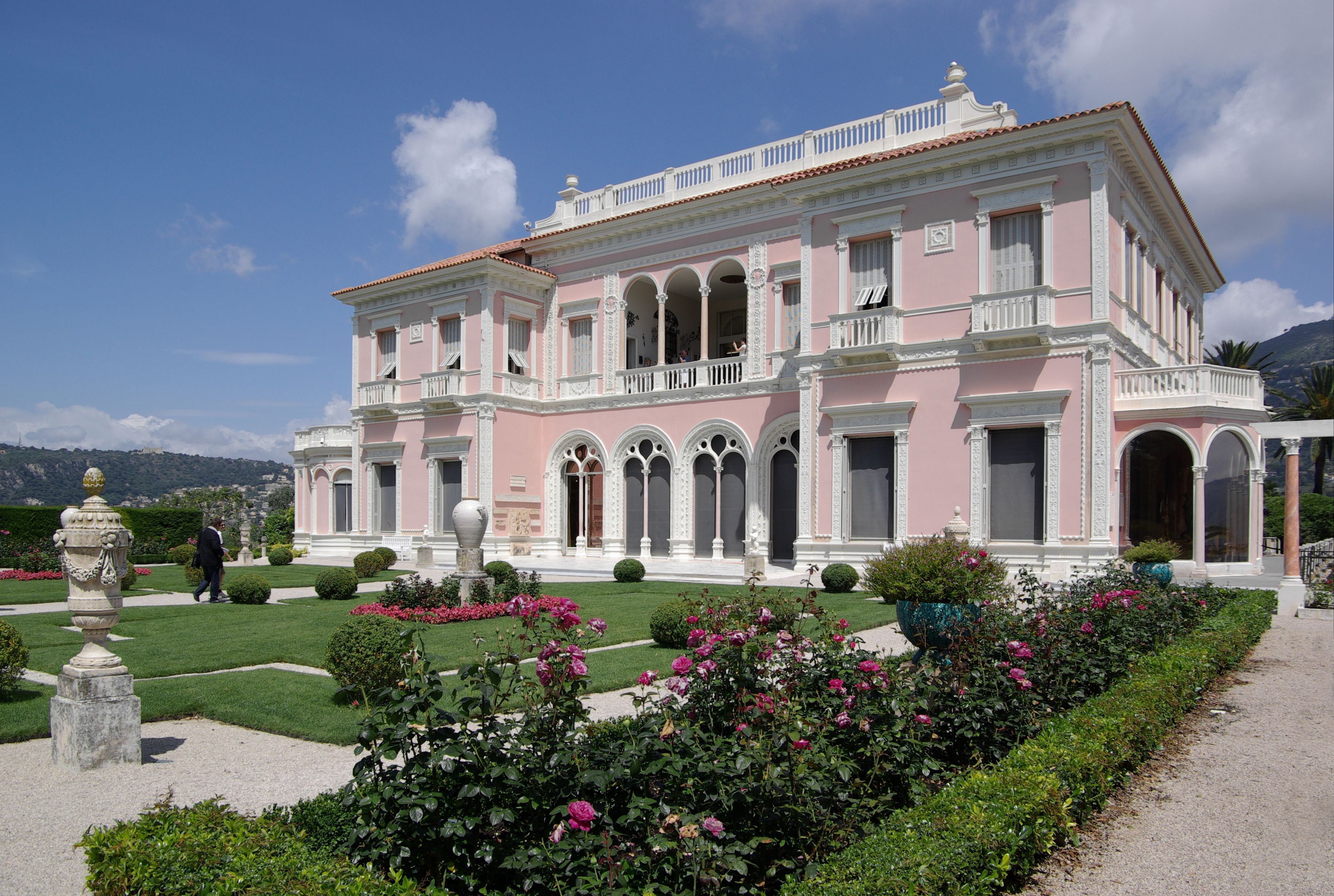
ヴィッラ・エフリュッシ・ド・ロチルド
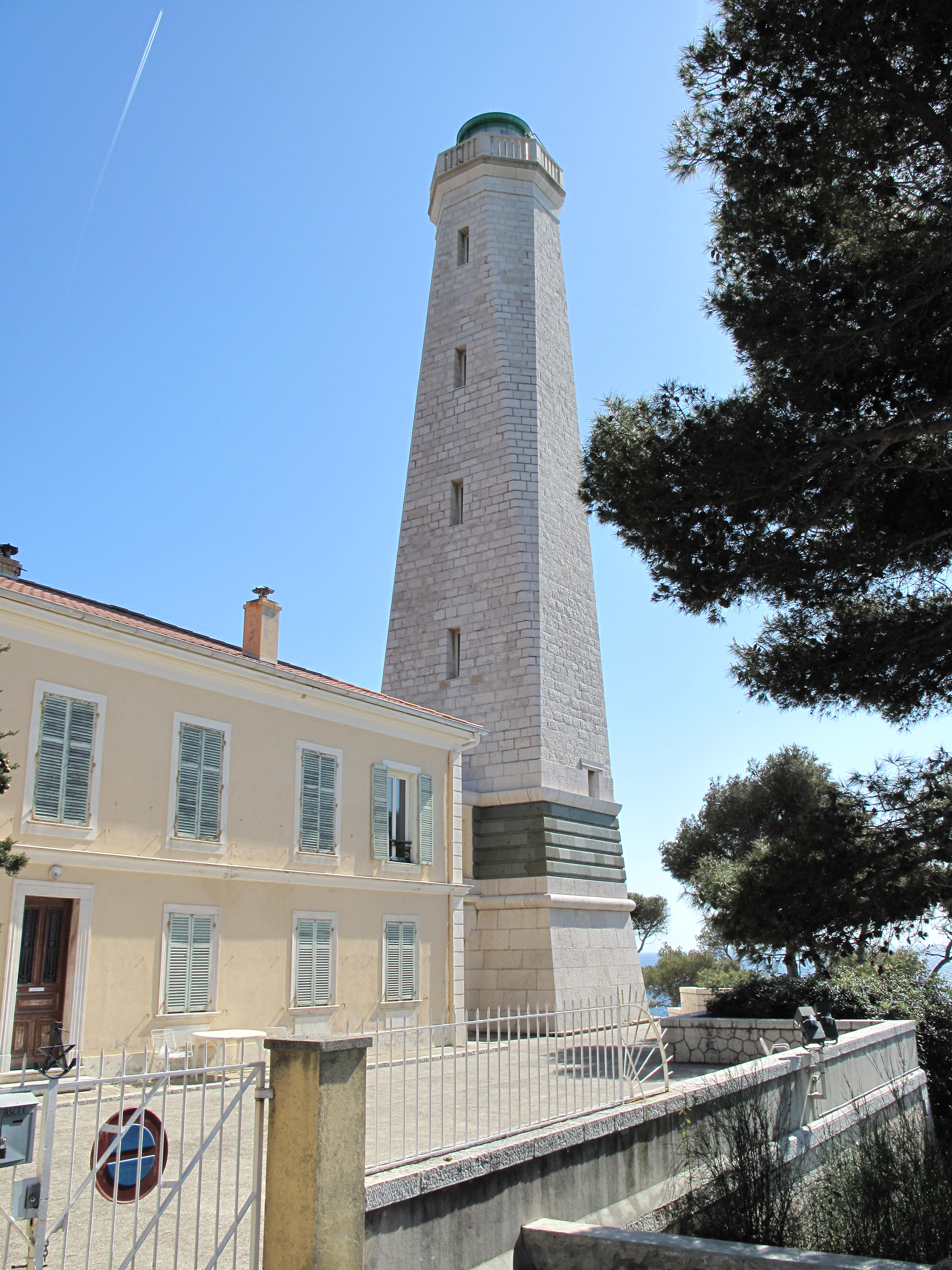
灯台
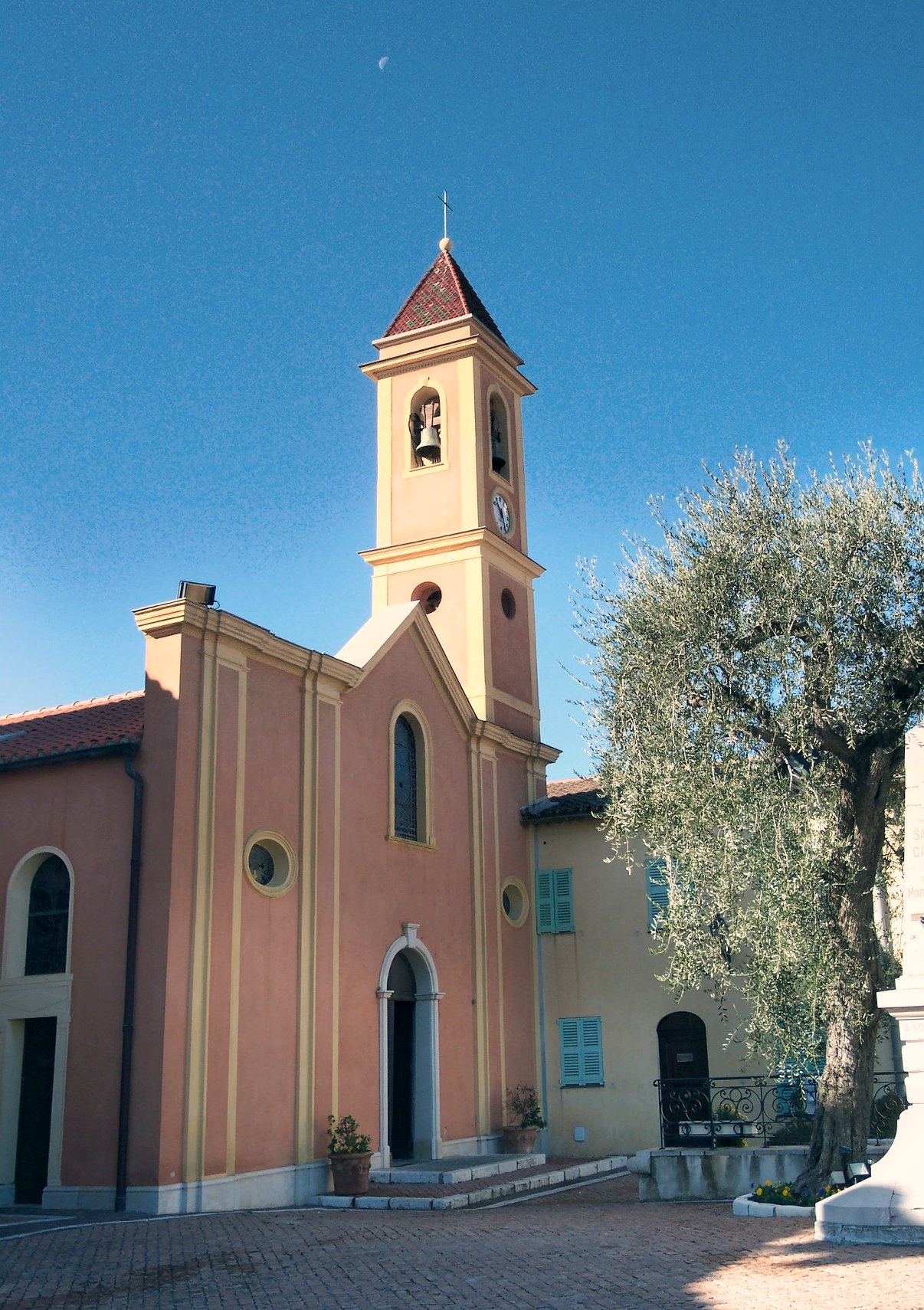
小さな教会